# Louva-a-deus-chinês
O louva-a-deus-chinês (Tenodera sinensis) é um louva-a-deus gigante de origem chinesa.